# کبوتردریایی رگه‌دار
کبوتردریایی رگه‌دار (نام علمی: Calonectris leucomelas) نام یک گونه از تیره کبوتردریاییان است.